# 밤게
밤게(학명: Philyra pisum De Haan)는 십각목 밤게과에 속하는 갑각류이다. 밤게는 옆으로 걷지 않고 앞으로 똑바로 기어다니는 것이 특징이다.